# Cassagnes (Pirenei Orientali)
Cassagnes (in occitano Cassanhas, catalano Cassanyes) è un comune francese di 261 abitanti situato nel dipartimento dei Pirenei Orientali nella regione dell'Occitania.

## Geografia fisica

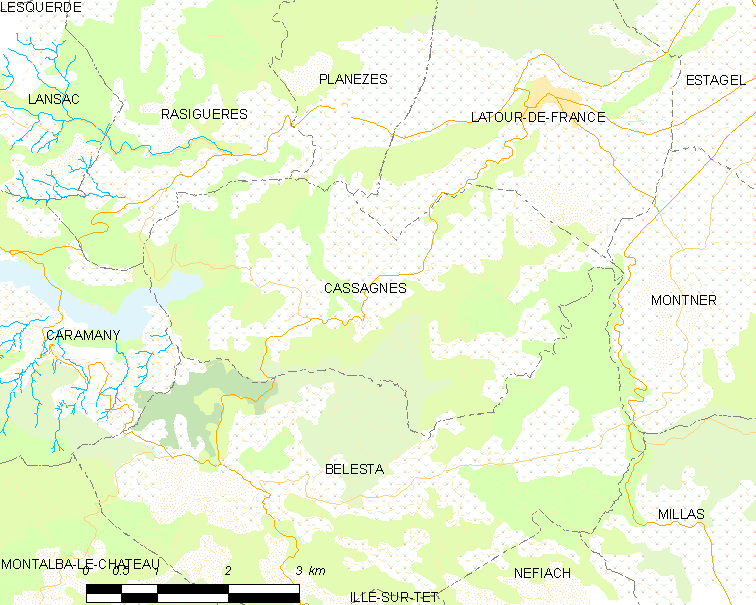
Situazione di Cassagnes

## Società

### Evoluzione demografica
Abitanti censiti